# Jonathan Albon

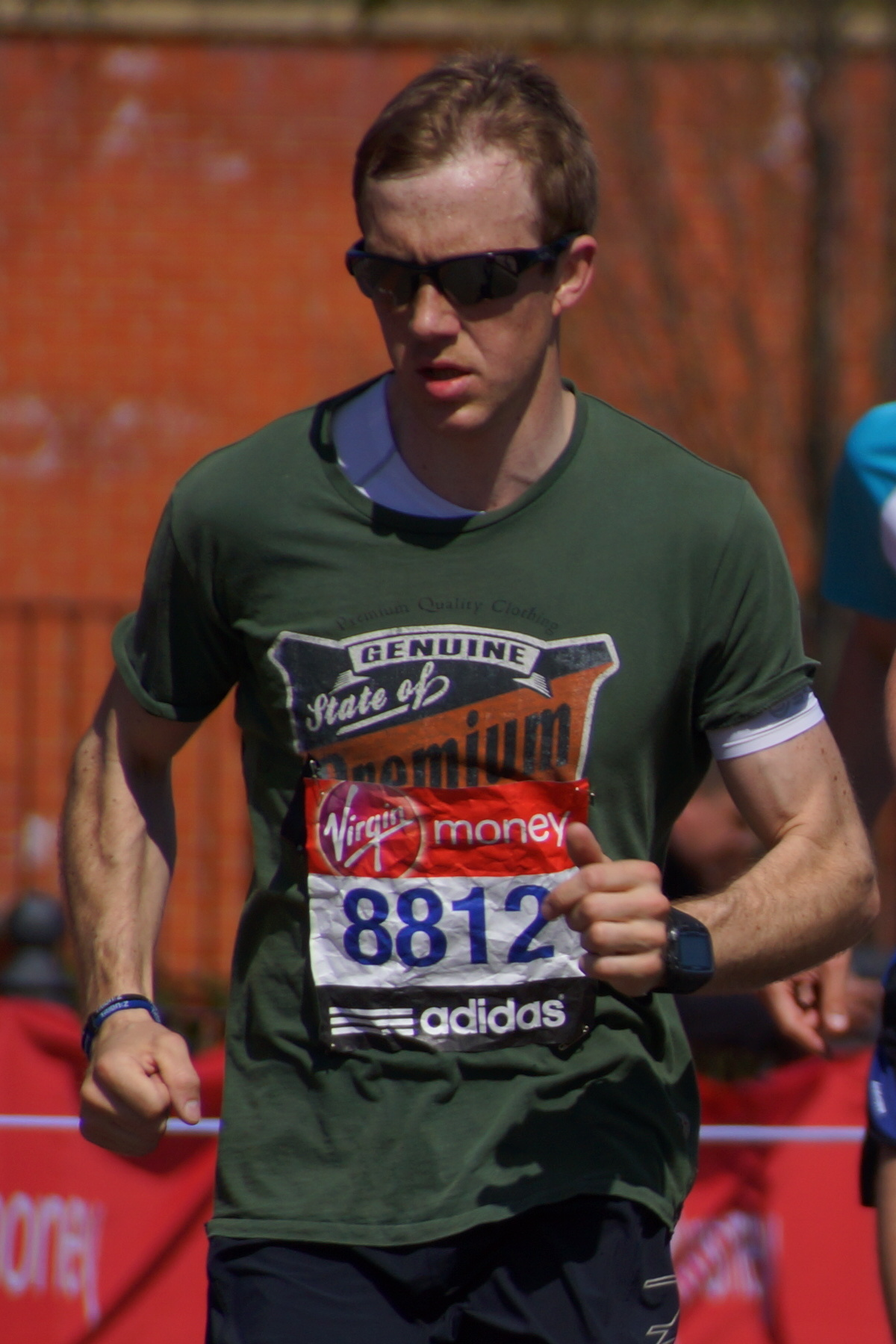
Jonathan Albon

Jonathan Albon (* 19. April 1989 in Great Dunmow in Essex) ist ein britischer Skyrunner und Hindernisläufer, der drei Skyrunner World Series gewonnen hat.

## Leben
Ursprünglich aus Great Dunmow in Essex stammend, lebt Albon seit 2014 in Bergen, Norwegen. Er ist verheiratet mit der norwegischen Bergläuferin Henriette Albon.
Er gewann zweimal die Endwertung von Sky Extreme (2016 und 2017) und war einmal Gesamtsieger der Skyrunner World Series. Als Hindernisläufer hat er die Adventurey-Weltmeisterschaften 2014, 2015, 2016, 2017, 2018 und 2019 gewonnen. Er hat auch die Spartan-Race-Weltmeisterschaften 2014 und 2018 gewonnen.
2019 gewann Albon die Trail-Weltmeisterschaften. Im Short Trail belegte er bei den Berg- und Traillauf-Weltmeisterschaften 2021 den 3. Platz, bei den Berg- und Traillauf-Weltmeisterschaften 2023 den 5. Platz.
2022 siegte er beim Marathon du Mont Blanc und beim Stranda Fjord Trail Race. Anfang Mai 2023 erreichte er beim Zegama-Aizkorri in Spanien den 3. Platz.
Im Rahmen des Ultra-Trail du Mont-Blanc gewann er 2021 den OCC und erreichte 2022 den zweiten Platz beim CCC. 2023 siegte er beim CCC und holte damit den Titel bei den UTMB World Series Finals.